# Une histoire vraie (film, 1991)
Pour les articles homonymes, voir Une histoire vraie.
Pour plus de détails, voir Fiche technique et Distribution.
Une histoire vraie (Yek Dastan-e Vaghe'i) est un film iranien réalisé par Abolfazl Jalili, sorti en 1991.
Le film remporte la Montgolfière d'or au Festival des trois continents en 1996.

## Fiche technique
- Titre original : Yek Dastan-e Vaghe'i
- Titre français : Une histoire vraie
- Réalisation : Abolfazl Jalili
- Scénario : Abolfazl Jalili
- Producteur : Abolfazl Jalili
- Photographie : Masud Korani
- Montage : Manuchehr Oliai
- Société de distribution : Bitters End (Japon)
- Pays de production :  Iran
- Format : couleurs - 35 mm
- Genre : drame
- Durée : 140 minutes
- Date de sortie :
  - Italie : 1991 (Mostra de Venise)

## Distribution
- Samad Khani : le garçon
- Abolfazl Jalili : le réalisateur
- docteur Fazl-Ali Ashayeri :
- docteur Mohammad Ashayeri :

## Distinction
- Montgolfière d'or au Festival des 3 Continents 1996.